# Hiski Salomaa
Pour les articles homonymes, voir Salomaa.
Hiski Salomaa (né le 17 mai 1891 à Kangasniemi et mort le 7 juillet 1957  à New York) était un auteur-compositeur-interprète finno-américain.

## Biographie
Hiski Salomaa partit aux États-Unis en 1909, peu après le décès de sa mère, gagnant sa vie comme tailleur dans la péninsule supérieure du Michigan. Avocat du syndicalisme, il rejoignit l'Industrial Workers of the World et, en tant qu'objecteur de conscience, il fit de la prison durant la Première Guerre mondiale.
Sa description de la vie de l'immigrant était populaire parmi la diaspora finlandaise aux États-Unis, mais son utilisation du Finglish rendaient ses textes difficiles à comprendre pour ceux qui n'étaient ni finno-américains, ni finno-canadiens. Surnommé le Woody Guthrie finlandais, ses textes racontaient la vie des immigrés finlandais appartenant à la classe ouvrière. Hella Wuolijoki, directrice de la radio Yle à la fin des années 1940, cassa un des disques d'Hiski Salomaa lors d'une émission en direct, car elle haïssait une de ses chansons, Lännen Lokari.
Entre 1927 et 1938, Hiski Salomaa enregistra des disques chez Columbia Records. Ses titres les plus connus sont : Tiskarin Polkka, Vapauden Kaiho et Lännen Lokari. Son appaort à l'histoire de la musique finlandaise est considéré comme important, car, entre 1917 et 1925, il n'y eut aucun disque d'enregistré en Finlande. Depuis les années 1970, les enregistrements d'Hiski Salomaa ont été réédités.